# 多花淫羊藿
多花淫羊藿（学名：Epimedium multiflorum），为小檗科淫羊藿属下的一个植物种。